# أيمن الرفاتي
أيمن الرفاتي (1988-2024) هو كاتب وصحفي فلسطيني مختص بالشأن الإسرائيلي، ولد في مدينة غزة، نال درجة البكالوريوس في الصحافة والإعلام من الجامعة الاسلامية، والماجستير في العلوم السياسية من ذات الجامعة، وحاز على شهادة الدكتوراة في العلوم السياسية والعلاقات الدولية من جامعة لبنان. عمل أيمن مراسلاً صحفياً في وكالة قدس برس انترناشونال خلال الفترة (2010-2014) ومحرر صحفي في وكالة معاً خلال العام 2008، كما شغل منصب عضو مجلس إدارة مركز الدراسات الإقليمية منذ عام 2017.
اغتيل هو وزوجته وأبنائه وأخيه وزوجته يوم الأربعاء 14 فبراير 2024 خلال ضربةٍ جوية نفذتها القوات الجوية الإسرائيلية على منزله في شارع الجلاء في مدينة غزة، وذلك خلال الرد الإسرائيلي على عملية طوفان الأقصى.